# Kommerseråd
Kommerseråd är en titel som i Sverige sedan 1682 används för vissa högre chefer inom Kommerskollegium.
I Finland är kommerseråd (finska: kauppaneuvos) en hederstitel för framstående personligheter i näringslivet som tilldelas av presidenten.
I Tyskland var Kommerzienrat, i Österrike Kommerzialrat fram till 1919 en hederstitel. Den avskaffades därefter, men fortsatte att utdelas i Bayern 1920–1925.